# فيلي فالكونر
فيلي فالكونر (بالإنجليزية: Willie Falconer)‏ هو لاعب كرة قدم بريطاني، ولد في 4 مايو 1966 في أبردين في المملكة المتحدة. لعب مع سانت جونستون وشيفيلد يونايتد وغريمسبي تاون ونادي أبردين ونادي دندي ونادي سلتيك ونادي ماذرويل ونادي ميدلزبره ونادي واتفورد.

## وصلات خارجية
- فيلي فالكونر على موقع قاعدة بيانات كرة القدم.إي يو (الإنجليزية)
- فيلي فالكونر على موقع Soccerbase.com (لاعب) (الإنجليزية)
- فيلي فالكونر على موقع عالم كرة القدم.نت (الإنجليزية)